# Гарай (Біская)
Гарай (баск. Garai (офіційна назва), ісп. Garay) — муніципалітет в Іспанії, у складі автономної спільноти Країна Басків, у провінції Біская. Населення — 318 осіб (2009).
Муніципалітет розташований на відстані близько 320 км на північ від Мадрида, 26 км на схід від Більбао.
На території муніципалітету розташовані такі населені пункти: (дані про населення за 2009 рік)
- Гарай (Сан-Мігель): 161 особа
- Момойтіо: 94 особи
- Гоєррі: 63 особи

## Демографія
Динаміка населення (INE ):

## Відомі люди
У Гараї народився художник Суб'яурре Рамон.

## Галерея зображень

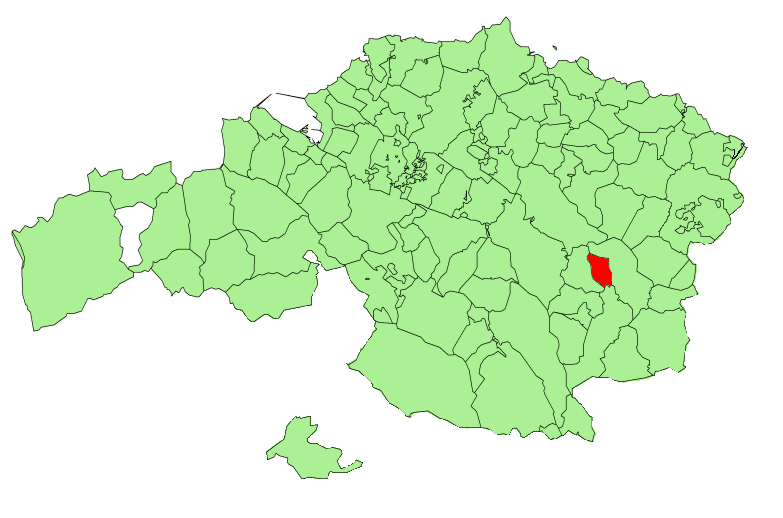
Розташування муніципалітету
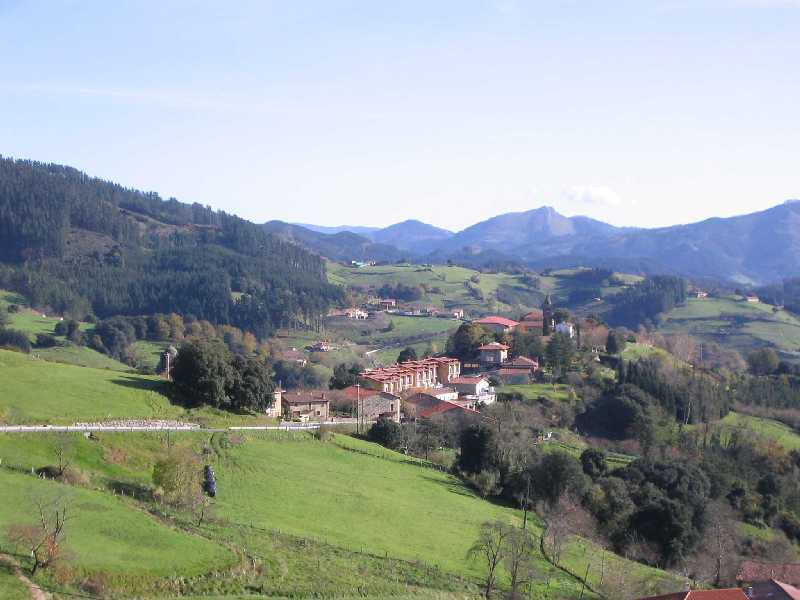
Панорама